# Grito de Dolores

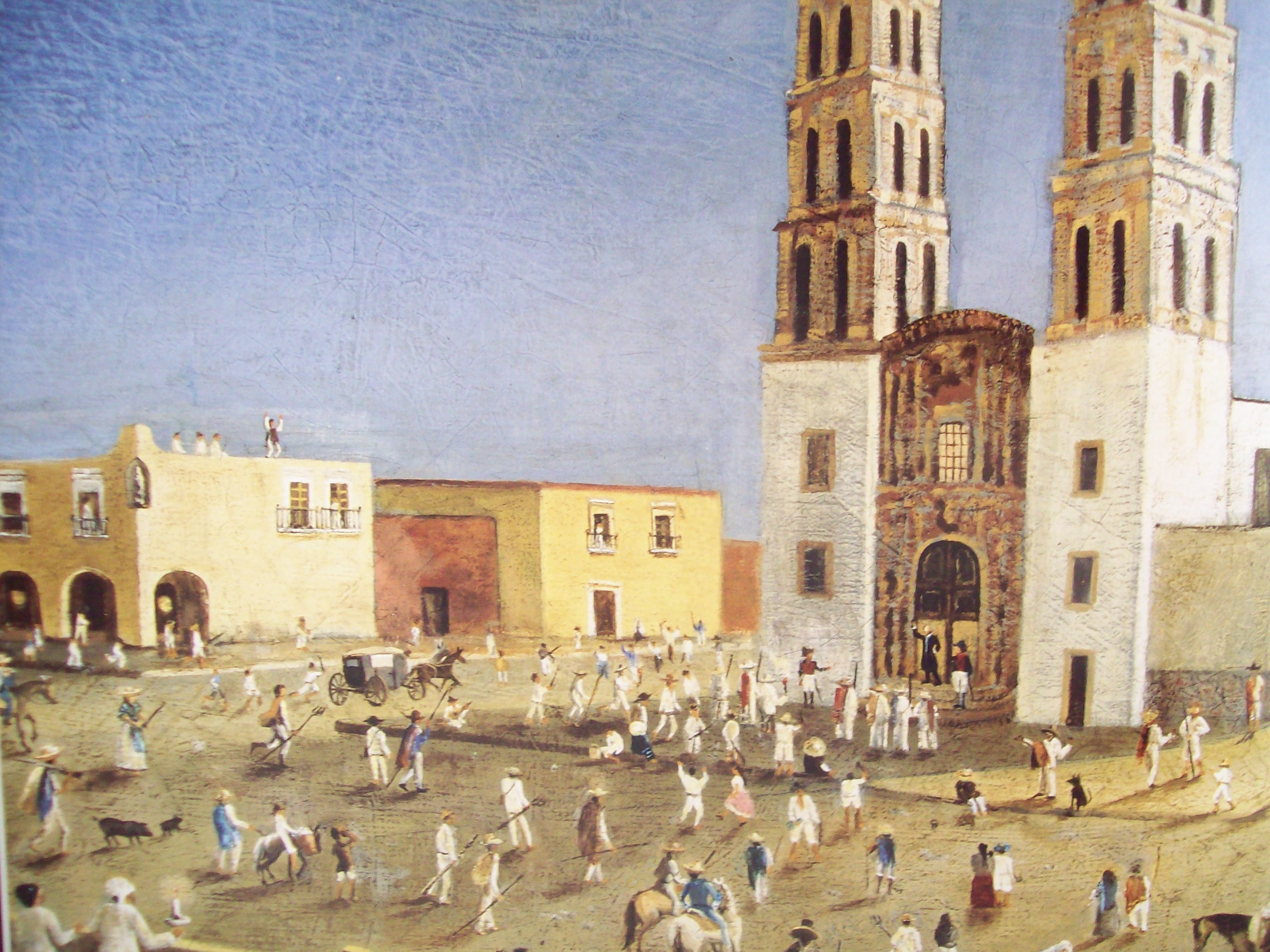
J. J. del Moral olajfestménye a Doloresi Kiáltásról

Az 1810. szeptember 16-án Dolores városában (ma Mexikó, Guanajuato állam) elhangzott Grito de Dolores (Doloresi Kiáltás) Miguel Hidalgo y Costilla felhívása volt, melyben Ignacio Allende és Juan Aldama társaságában arra buzdította a népet, hogy keljenek fel és harcoljanak Mexikó függetlenségéért. Ezzel a kiáltással vette kezdetét a mexikói függetlenségi háború, ezért ma szeptember 16-a Mexikóban nemzeti ünnep.

## Története
Az események pontos részletei nem ismertek. A querétarói összeesküvés lelepleződésekor Hidalgo és társai új helyszínül Dolores városát választották, ahol a szeptember 16-ra virradó reggelen Hidalgo, a pap meghúzatta a templom harangjait. Az összecsődülő tömeg előtt elhangzott lázító beszéde, mellyel végül visszavonhatatlanul kirobbantotta a hosszú és véres függetlenségi háborút. A híres kiáltás pontos szavait sem tudjuk, a különböző leírások különböző változatokat említenek:
- ¡Viva nuestra madre santísima de Guadalupe! ¡Viva Fernando VII y muera el mal gobierno! („Éljen a Szent Guadalupei Szűzanya! Éljen VII. Ferdinánd és halál a rossz kormányra!”)
- ¡Viva la América! ¡Viva Fernando VII! ¡Viva la religión y mueran los gachupines! („Éljen Amerika! Éljen VII. Ferdinánd! Éljen a vallás és halál a gachupínekre (gazdag spanyolokra)!”)
- ¡Viva la religión católica! ¡Viva Fernando VII! ¡Viva la patria y reine por siempre en este continente americano nuestra sagrada patrona la santísima Virgen de Guadalupe! ¡Muera el mal gobierno! („Éljen a katolikus vallás! Éljen VII. Ferdinánd! Éljen a haza és uralkodjék örökké ezen az amerikai földrészen a mi védőszentünk, Szent Guadalupei Szűzanyánk!”)
- ¡Viva Fernando VII! ¡Viva América! ¡Viva la religión y muera el mal gobierno! („Éljen VII. Ferdinánd! Éljen Amerika! Éljen a vallás és halál a rossz kormányra!”)
- ¡Viva Fernando VII y la Virgen de Guadalupe! („Éljen VII. Ferdinánd és a Guadalupei Szűzanya!”)
- ¡Viva la religión! ¡Viva nuestra madre santísima de Guadalupe! ¡Viva Fernando VII! ¡Viva la América y muera el mal gobierno! („Éljen a vallás! Éljen a mi Szent Guadalupei Szűzanyánk! Éljen VII. Ferdinánd! Éljen Amerika és halál a rossz kormányra!”)

## A kiáltás ünnepe ma

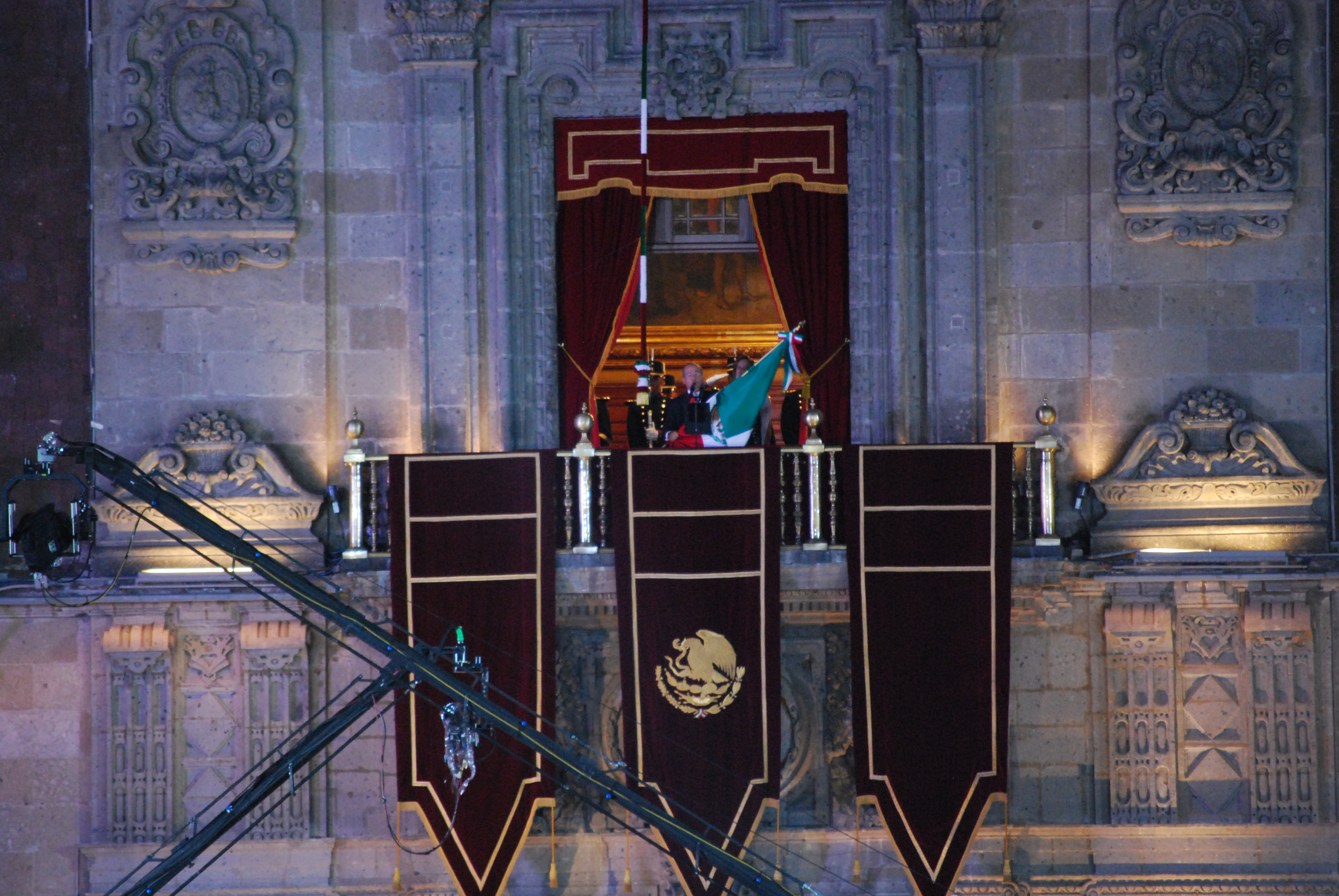
Felipe Calderón elnök 2010. szeptember 15-én a Nemzeti Palota erkélyén előadja a kiáltást

A doloresi kiáltás Mexikó történelmének egyik legfontosabb eseménye. Erre emlékezve vette fel Dolores városa a Dolores Hidalgo Cuna de la Independencia Nacional nevet (jelentése: „Dolores Hidalgo, a Nemzeti Függetlenség Bölcsője”), és ezért lett szeptember 16-a nemzeti ünnep az országban. Ma is szokás, hogy előző este, szeptember 15-én 11 órakor az ország politikusai (községi elnökök, államok kormányzói és Mexikó elnöke) egy zászlóval a kezükben beszédet tartanak az ünneplő tömeg előtt, majd a következőképpen kiáltanak fel (persze változtathatnak a felsorolt neveken):
¡Mexicanos!
¡Vivan los héroes que nos dieron patria!
¡Víva Hidalgo!
¡Viva Morelos!
¡Viva Josefa Ortiz de Domínguez!
¡Viva Allende!
¡Vivan Aldama y Matamoros!
¡Viva la independencia nacional!
¡Viva México! ¡Viva México! ¡Viva México!
(„Mexikóiak! Éljenek a hősök, akik hazát adtak nekünk! Éljen Hidalgo! Éljen Morelos! Éljen Josefa Ortiz de Domínguez! Éljen Allende! Éljen Aldama és Matamoros! Éljen a nemzeti függetlenség! Éljen Mexikó! Éljen Mexikó! Éljen Mexikó!”)